# Andreas Flach
Andreas Flach (* 4. Juli 1921 in Beyharting, Oberbayern; † 30. Oktober 2006) war ein deutscher Kinderchirurg. Er ist der Begründer der kinderchirurgischen Abteilung der Universitätsklinik Tübingen.

## Leben
Flach studierte Medizin in Kiel, Tübingen und München. Er legte sein Staatsexamen 1944 in Tübingen ab. In Kiel arbeitete er unter Wilhelm Anschütz und Robert Wanke, er vervollständigte seine chirurgische Weiterbildung in Neumünster und erhielt 1952 die Facharztanerkennung für Chirurgie. Während seiner chirurgischen Tätigkeit hatte er sich ausgiebig mit Intubations- und Anästhesiemethoden befasst, so dass er als erster Arzt in Schleswig-Holstein die Facharztanerkennung in Anästhesiologie erhielt.
Nach seinem Wechsel 1956 an die chirurgische Universitätsklinik Tübingen unter Walter Dick befasste er sich zunehmend mit der Kinderchirurgie. Er habilitierte sich 1961. Eine kinderchirurgische Weiterbildung bei Max Grob in Zürich folgte. Nach seiner Rückkehr nach Tübingen wurde die dortige kinderchirurgische Abteilung gegründet. Flach erhielt 1966 den neu geschaffenen Lehrstuhl für Kinderchirurgie. 1986 emeritierte er.

## Wissenschaft
Seine frühe Wissenschaftliche Tätigkeit befasste sich überwiegend mit Anästhesiemethoden in der Chirurgie. Seine kinderchirurgische Forschung befassten sich mit Trichterbrust, Refluxnephropathie, Gallengangatresie, Lebertumoren und dem Kurzdarmsyndrom.

## Wissenschaftliche Fachgesellschaften
Er war Mitglied in der Deutschen Gesellschaft für Kinderchirurgie, deren Präsident er von 1979 bis 1973 war und deren Fritz-Rehbein-Ehrenmedaille er 2006 erhielt. 1976 wurde er korrespondierendes Mitglied der Österreichischen 1979 der Schweizer Gesellschaft für Kinderchirurgie.